# 中华人民共和国国家经济委员会

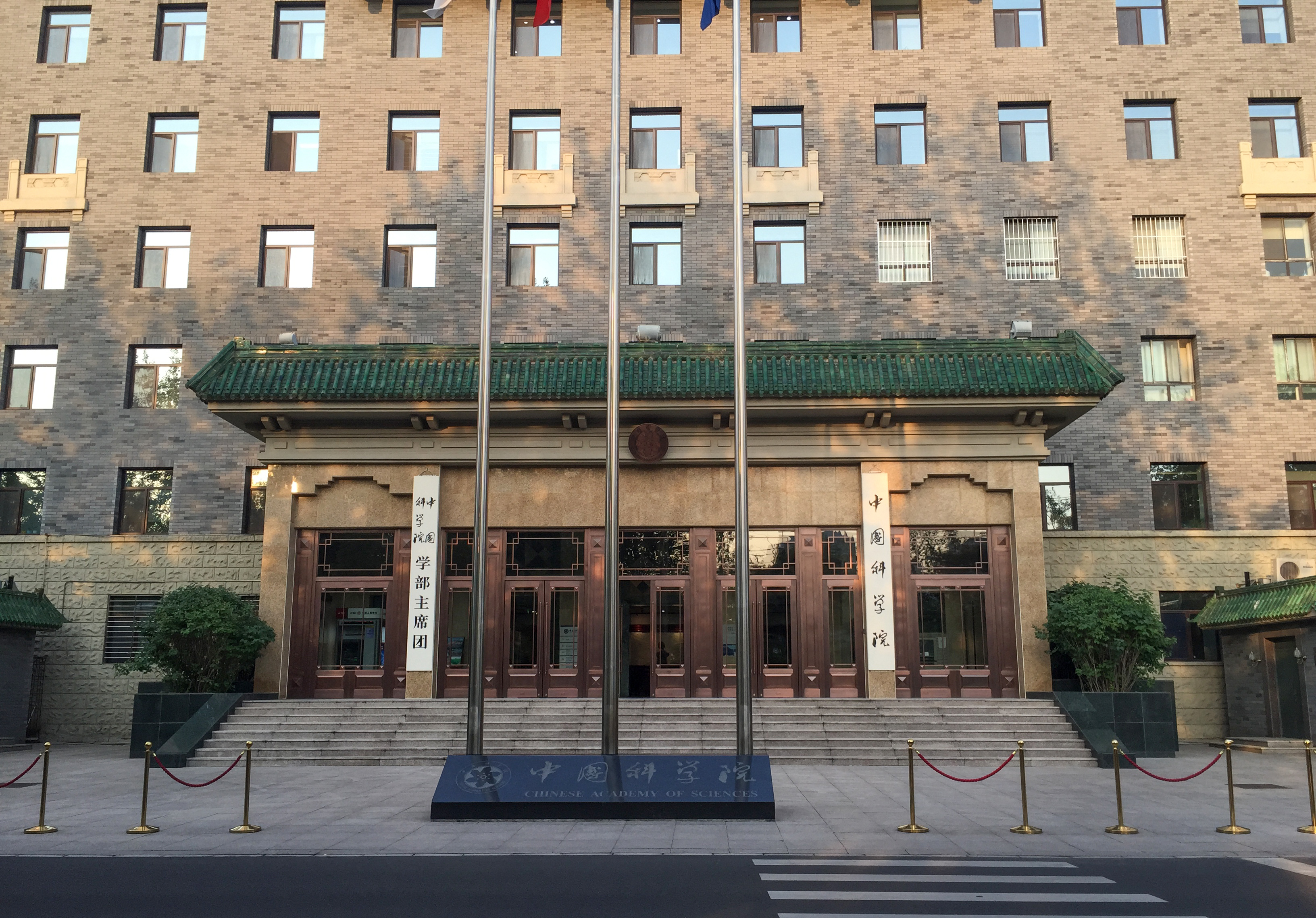
国家经委最初的办公大楼（三里河路52号）现为中国科学院总部大楼；中科院1970年7月迁入该建筑

中华人民共和国国家经济委员会，简称国家经委，是中华人民共和国国务院已经被撤销的机构。

## 历史
1949年6月4日，周恩来在北京饭店宣布成立政务院财政经济委员会，由陈云、薄一波负责筹备。1956年5月12日，第一届全国人大常委会第四十次会议决定设立国家经济委员会，是全国综合性宏观调控、工交系统主管部门。1970年6月中共中央决定将国家经济委员会撤销并入国家计划委员会。1978年3月恢复成立国家经济委员会，1982年将国家机械工业委员会、国家能源委员会、国务院财贸小组等经济综合机构合并到国家经济委员会。
1982年5月22日原国家建委所属的综合局、设计局、施工局、重工局、燃动局、化轻局、交通及非工业局、军工局所主管的业务工作，全部合并到国家经委，由国家经委基本建委办公室继续承办，基本建设办公室是国家经委管理基本建设的办事机构，下设综合组、设计组、施工组、重工组、燃料动力组、化工轻工组、交通及非工业组、军工组、秘书调研组、咨询组，以及事业单位设计施工技术标准定额研究所。当时由于机关分散在二里沟、三里河、六铺炕、九号院（西黄城根南街9号）和中南海，国家经委内部流传着“二三六九中，全城来办公”的顺口溜。
1983年3月2日．根据国务院的通知精神，国家计委、国家经委联合发文，决定将国家经委主管的基本建设业务划归到国家计委，国家经委基本建设综合局、设计管理局、施工管理局、重点建设一局、重点建设二局、设计鉴定局、基本建设标准定额研究所、中国国际工程咨询公司（由基建办公室所属的组、所经调整而更名的），并入国家计委。
1988年4月第七届全国人大第一次会议决定不再设国家经济委员会，职能并入国家计委。
1993年3月22日第八届全国人大第一次会议通过的国务院机构改革方案中，在既有国务院经济贸易办公室的基础上设立国家经济贸易委员会。国家经贸委2003年撤销后，职能分别整合到新设立的国务院国资委、国家发改委、商务部等部门。
国家经济委员会撤销后，原国家经委大楼附近的公交站在2000年代初期仍称“经委会”，2005年与距离较近的原玉渊潭公交站合并为木樨地北站。

## 组织结构
- 办公厅
- 经济运行局
- 机电局
- 国家医药管理局（1982-1998）[9]
- 印刷技术装备协调小组
- 重工业局
  - 化建处
  - 建材处
- 轻工业局
- 交通局
  - 铁路处
- 燃动局
- 三局
- 经济技术协作局
- 经济法规局
- 进出口局
  - 技贸结合处：主管国家专项进口汽车。
- 国家建筑材料工业局（简称国家建材局）
- 国防局
- 国内贸易局
- 财贸综合局（1982年由国务院财贸领导小组改编）
- 国家标准计量局
- 国家物资局

## 历任领导

### 历任主任
1. 薄一波（1956年5月—1970年6月）
2. 苏静（军管会主任）（1968年9月—1970年6月）
3. 康世恩（1978年3月—1981年3月）
4. 袁宝华（1981年3月—1982年5月）
5. 张劲夫（1982年5月—1984年9月）
6. 吕东（1984年9月—1988年4月）
7. 王忠禹（1993年3月—1998年3月）

### 历任副主任
- 孙志远(56.07-61.01)
- 宋劭文(56.07-58.09)
- 韩哲一(56.07-58.09)
- 谷  牧(56.07-65.03)
- 刘岱峰(56.07-58.09)
- 叶  林(56.07-68.09)
- 王新三(56.10-60.11)
- 薛子正(57.02-58.04)
- 贾拓夫(57.04-58.03)
- 周光春(57.04-58.09)
- 郭洪涛(58.03-66.05)
- 张国坚(58.03-62.07)
- 李  斌(58.03-58.09)
- 薛暮桥(59.08-60.11)
- 王逢原(59.08-64.09)
- 周仲英(59.09-68.09）
- 袁宝华(60.09-66.05)
- 赵尔陆(60.09-61.12)
- 杜星垣(60.09-61.04)
- 张有萱(60.00)
- 饶  斌(61.05-63.09)
- 宋养初(63.02-65.03)
- 柴树藩(65.01-68.09)
- 吴砚农(65.02-68.09)
- 陶鲁笳(65.03-68.09)
- 高扬文(65.03-68.09)
- 杨  珏(65.07-68.09)
- 李哲人(65.08-68.09)
- 李开信(65.08-68.09)
- 陈  彬(68.09-70.06)军管会副主任
- 袁宝华(78.06-81.03)
- 马  仪(78.06-85.11)
- 徐良图(78.06-82.05)
- 郭洪涛(78.06-82.05)
- 岳志坚(78.06-82.05)
- 薛仁宗(78.06-82.05)
- 周凤鸣(78.06-80.02)
- 邱纯甫(78.06-82.05)
- 肖  寒(79.12-82.05)
- 赵荫华(80.12-82.05)
- 刘  昆(80.12-82.05)
- 郝一军(81.05-82.02)
- 袁宝华(82.05-88.04)
- 吕  东(82.05-84.09)
- 王  磊(82.05-85.05)
- 田纪云(82.05)
- 李瑞山(82.05-85.05)
- 彭  敏(82.05-85.05)
- 阎  颖(83.05-85.08)
- 朱镕基(83.05-87.12)
- 赵维臣(83.05-87.05)
- 张彦宁(83.05-88.04)
- 林宗棠(83.07-88.04)
- 盛树仁(85.05-88.04)
- 叶  青(86.08-88.04)
- 胡  平(87.08-88.04)
- 杨昌基(93.05-96.03)
- 徐鹏航(93.05-97.07)
- 陈清泰(93.05-98.11)
- 石万鹏(93.05-97.07)
- 俞晓松(93.05-97.09)
- 李荣融(96.03-98.04)
- 张吾乐(96.08-98.04)
- 张志刚(97.07-03.03)